# DJ248
DJ 248 este un drum județean din România, care leagă municipiul Vaslui de Iași.